# Вучич, Ромео
Роме́о Вучич (нем. Romeo Vucic; род. 30 января 2003, Вена) — австрийский футболист, нападающий клуба «Аустрия» (Вена).

## Клубная карьера
Вучич — воспитанник клубов «Рапид» и «Аустрия» из Вены. В 2014 году он перешёл в академию последнего, где выступал за молодёжные и резервную команду клуба. В июле 2021 года он подписал профессиональный контракт с Аустрией. 21 ноября 2021 года в матче против «Аустрии Клагенфурт» дебютировал в австрийской Бундеслиге. 6 марта 2022 года в поединке против «Адмиры Ваккер» он забил первый гол за команду.

## Карьера в сборной
Выступал за сборные Австрии до 15 до 16 лет.